# Erik Raschitowitsch Urasow
Erik Raschitowitsch Urasow (* 1979), russisch Эрик Рашитович Уразов ist ein udmurtischer Kommunalpolitiker. Er ist Bürgermeister der Stadt Moschga.
Im Jahr 2000 erlangte Urasow in Wolgograd am Rechtsinstitut des russischen Innenministeriums einen Abschluss und im Jahr 2005 an der Staatlichen Technischen Universität Ischewsk in der Fachrichtung "Finanz- und Kreditwesen". In den Jahren 2000–2007 arbeitete er in der Strafverfolgung. Von 2007 bis 2016 leitete er Kraftfahrzeugunternehmen in Moschga bzw. Smolensk. Im Jahr 2023 wurde er zum Bürgermeister (russisch глава города) gewählt.